# Изюмская волость (Изюмский уезд)
Изюмская во́лость — историческая административно-территориальная единица Изюмского уезда Харьковской губернии с волостным правлением в г. Изюме. В 2 верстах — Изюмский пивоваренный завод. В 4 верстах — салотопенный завод. В 18 верстах — винокуренный завод.
По состоянию на 1885 год состояла из 23 поселений, 14 сельских общин. Население — 10713 человек (5326 человек мужского пола и 5387 — женского), 1094 дворовых хозяйства.
|                       | Площадь | В том числе пахотной |
| --------------------- | ------- | -------------------- |
| Сельских общин        | 8655    | 5720                 |
| Частной собственности | 9693    | 1912                 |
| Другой собственности  | 66      | 36                   |
| В целом               | 18414   | 7668                 |

### Основные поселения волости[1]
- Бригадировка — бывший государственный хутор при реке Изюмце, 96 дворов, 1062 жителя.
- Гончаровка — бывшее государственное село, 133 двора, 1572 жителя, православная церковь.
- Заводы — бывшая государственная слобода при реке Северский Донец, 56 дворов, 347 жителей, православная церковь.
- Пески — бывшее государственное село, 86 дворов, 952 жителя.
- Поповка — бывшее государственное село, 173 двора, 1915 жителей, православная церковь.
- Спеваковка — бывшая государственная слобода при реке Северский Донец, 156 дворов, 965 жителей, православная церковь, школа.

### Храмы волости[2]
- Соборно-Преображенская церковь в городе Изюме (построена 1680 г.[3])
- Крестовоздвиженская церковь в городе Изюме (построена в 1820 г.[3])
- Покровская кладбищенская бесприходная церковь в городе Изюме (построена в 1774 г.[3])
- Екатерининская домовая церковь при Реальном училище в городе Изюме (построена 1896 г.[3])
- Митрофаниевская домовая церковь при Земской больнице в городе Изюме (построена в 1857 г.[3])
- Петропавловская церковь в слободе Заводы (построена в 1721 г.[3])
- Вознесенская церковь в селе Пески (построена в 1826 г.[3])
- Николаевская церковь в слободе Спеваковке (построена в 1763 г.[3])
- Георгиевская церковь в селе Поповке